# Ончешть (комуна, Марамуреш)
Ончешть, Ончешті (рум. Oncești) — комуна у повіті Марамуреш в Румунії. До складу комуни входить єдине село Ончешть.
Комуна розташована на відстані 412 км на північний захід від Бухареста, 35 км на північний схід від Бая-Маре, 122 км на північ від Клуж-Напоки.

## Населення
У 2009 році у комуні проживали 1538 осіб.

## Зовнішні посилання
- Дані про комуну Ончешть на сайті Ghidul Primăriilor